# Neolitsea formosa
Neolitsea formosa är en lagerväxtart som beskrevs av Spencer Le Marchant Moore. Neolitsea formosa ingår i släktet Neolitsea och familjen lagerväxter. Inga underarter finns listade i Catalogue of Life.